# Giải Oscar cho phim ngắn người đóng xuất sắc nhất
Giải Oscar cho phim ngắn là một phần của giải Oscar được Viện Hàn lâm Khoa học và Nghệ thuật Điện ảnh trao hàng năm cho phim ngắn hay nhất, bắt đầu từ năm 1932. Từ năm 1932 tới năm 1935 giải này mang tên "Short Subjects, comedy" (Các chủ đề ngắn, kịch) và "Short subjects, novelty" (Các chủ đề ngắn, cái mới lạ). Từ năm 1936 tới năm 1956 có 2 giải thưởng riêng: "Short Subjects, one-reel" (Các chủ đề ngắn, 1 cuộn) và "Short Subjects, two-reel" (Các chủ đề ngắn, 2 cuộn). Một thể loại thứ 3 "Short Subjects, color" (Các chủ đề ngắn, màu) chỉ được dùng cho 2 năm 1936 và 1937. Tên "Short Subjects, Live Action Subjects" (Các chủ đề ngắn, Các chủ đề hành động sống thực) được dùng từ năm 1957 tới năm 1970. Từ năm 1971 tới 1973 gọi là "Short Subjects, Live Action Films" (Các chủ đề ngắn, Các phim hành động sống thực). Tên hiện nay Academy Award for Live Action Short Film (Giải Oscar cho phim ngắn hành động sống thực) được sử dụng từ năm 1974.
Dưới đây là danh sách các phim đoạt giải. Tên phim đoạt giải được nêu đầu tiên, sau đó là các phim được đề cử trong cùng năm thuộc thể loại này:

## Thập niên 1930
- 1932
  - (Comedy) Hal Roach - The Music Box
    - The Loud Mouth
    - Scratch-As-Catch-Can
    - Stout Hearts and Willing Hands

  - (Novelty) Mack Sennett - Wrestling Swordfish
    - Screen Souvenirs
    - Swing High
- 1933
  - (Comedy) Lou Brock - So This Is Harris!
    - Mister Mugg
    - A Preferred List

  - (Novelty) Joe Rock - Krakatoa
    - Menu
    - Morze
- 1934
  - (Comedy) Kenneth Macgowan - La Cucaracha
    - Men in Black
    - What, No Men!

  - (Novelty) Horace Woodard, Stacy Woodard - City of Wax
    - Bosom Friends
    - Strikes and Spares
- 1935
  - (Comedy) Jack Chertok - How to Sleep
    - Oh, My Nerves
    - Tit for Tat

  - (Novelty) Gaumont British and Skibo Productions - Wings Over Everest
    - Audioscopiks
    - Camera Thrills
- 1936
  - (Color) Warner Bros. - Give Me Liberty
    - La Fiesta de Santa Barbara
    - Popular Science

  - (One-Reel) Hal Roach - Bored of Education
    - Moscow Moods
    - Wanted - A Master

  - (Two-Reel) Metro-Goldwyn-Mayer - The Public Pays
    - Double or Nothing
    - Dummy Ache
- 1937
  - (Color) Pete Smith - Penny Wisdom
    - The Man Without a Country
    - Popular Science

  - (One-Reel) Skibo Productions - The Private Life of the Gannets
    - A Night at the Movies
    - Romance of Radium

  - (Two-Reel) Metro-Goldwyn-Mayer - Torture Money
    - Deep South
    - Should Wives Work?
- 1938
  - (One-Reel) Metro-Goldwyn-Mayer - That Mothers Might Live
    - The Great Heart
    - Timber Toppers

  - (Two-Reel) Warner Bros. - Declaration of Independence
    - Swingtime in the Movies
    - They're Always Caught
- 1939
  - (One-Reel) Paramount - Busy Little Bears
    - Information Please
    - Prophet Without Honor
    - Sword Fishing

  - (Two-Reel) Warner Bros. - Sons of Liberty
    - Drunk Driving
    - Five Times Five

## Thập niên 1940
- 1940
  - (One-Reel) Pete Smith - Quicker'n a Wink
  - (Two-Reel) Warner Bros. - Teddy, the Rough Rider
- 1941
  - (One-Reel) Metro-Goldwyn-Mayer - Of Pups and Puzzles
  - (Two-Reel) Metro-Goldwyn-Mayer - Main Street on the March!
- 1942
  - (One-Reel) Paramount - Speaking of Animals and Their Families
  - (Two-Reel) Warner Bros. - Beyond the Line of Duty
- 1943
  - (One-Reel) Grantland Rice - Amphibious Fighters
  - (Two-Reel) Jerry Bresler, Sam Coslow - Heavenly Music
- 1944
  - (One-Reel) Jerry Fairbanks - Who's Who in Animal Land
  - (Two-Reel) Gordon Hollingshead - I Won't Play
- 1945
  - (One-Reel) Herbert Moulton, Jerry Bresler - Stairway to Light
  - (Two-Reel) Gordon Hollingshead - Star in the Night
- 1946
  - (One-Reel) Gordon Hollingshead - Facing Your Danger
  - (Two-Reel) Gordon Hollingshead - A Boy and His Dog
- 1947
  - (One-Reel) Herbert Moulton - Good-Bye Miss Turlock
  - (Two-Reel) Irving Allen - Climbing the Matterhorn
- 1948
  - (One-Reel) Edmund H. Reek - Symphony of a City
  - (Two-Reel) Walt Disney - Seal Island
- 1949
  - (One-Reel) Jack Eaton - Aquatic House Party
  - (Two-Reel) Gaston Diehl, Robert Haessens - Van Gogh

## Thập niên 1950
- 1950
  - (One-Reel) Gordon Hollingshead - Grandad of Races
  - (Two-Reel) Walt Disney - In Beaver Valley
- 1951
  - (One-Reel) Robert Youngson - World of Kids
  - (Two-Reel) Walt Disney - Nature's Half Acre
- 1952
  - (One-Reel) Boris Vermont - Light in the Window: The Art of Vermeer
  - (Two-Reel) Walt Disney - Water Birds
- 1953
  - (One-Reel) Johnny Green - The Merry Wives of Windsor Overture
  - (Two-Reel) Walt Disney - Bear Country
- 1954
  - (One-Reel) Robert Youngson - This Mechanical Age
  - (Two-Reel) Denis Sanders, Terry Sanders - A Time Out of War
- 1955
  - (One-Reel) Edmund Reek - Survival City
  - (Two-Reel) Wilbur T. Blume - The Face of Lincoln
- 1956
  - (One-Reel) Konstantin Kalser - Crashing the Water Barrier
  - (Two-Reel) Romulus Films - The Bespoke Overcoat
- 1957	Larry Lansburgh - The Wetback Hound
- 1958 Walt Disney - Grand Canyon
- 1959 Jacques-Yves Cousteau - The Golden Fish

## Thập niên 1960
- 1960 Ezra R. Baker - Day of the Painter
- 1961 Lester A. Schoenfeld Films - Seawards the Great Ships
- 1962 Pierre Étaix, Jean-Claude Carrière - Heureux Anniversaire (Happy Anniversary)
- 1963 Paul De Roubaix, Marcel Ichac - An Occurrence at Owl Creek Bridge
- 1964 Edward Schreiber - Casals Conducts: 1964
- 1965 Claude Berri - The Chicken (Le Poulet)
- 1966 Edgar Anstey - Wild Wings
- 1967 Christopher Chapman - A Place to Stand - An Expo 67 movie at the Ontario Pavilion.
- 1968 Charles Guggenheim - Robert Kennedy Remembered
- 1969 Joan Keller Stern - The Magic Machines

## Thập niên 1970
- 1970 John Longenecker - The Resurrection of Broncho Billy
- 1971 Manuel Arango, Robert Amram -Sentinels of Silence
- 1972 Richard Barclay - Norman Rockwell's World... An American Dream
- 1973 Allan Miller, William Fertik - The Bolero
- 1974 Paul Claudon, Edmond Sechan - One-Eyed Men Are Kings
- 1975 Bert Salzman - Angel and Big Joe
- 1976 Andre Guttfreund, Peter Werner - In the Region of Ice
- 1977 Beverly Shaffer, Yuki Yoshida - I'll Find a Way - National Film Board of Canada
- 1978 Taylor Hackford - Teenage Father
- 1979 Sarah Pillsbury, Ron Ellis - Board and Care

## Thập niên 1980
- 1980 Lloyd Phillips - The Dollar Bottom
- 1981 Paul Kemp, Shelley Levinson - Violet
- 1982 Christine Oestreicher - A Shocking Accident
- 1983 Janice L. Platt - Boys and Girls
- 1984 Mike Hoover - Up
- 1985 Jeff Brown, Chris Pelzer - Molly's Pilgrim
- 1986 Chuck Workman - Precious Images
- 1987 Jonathan Sanger, Jana Sue Memel - Ray's Male Heterosexual Dance Hall
- 1988 Dean Parisot, Steven Wright - The Appointments of Dennis Jennings
- 1989 James Hendrie - Work Experience

## Thập niên 1990
- 1990 Adam Davidson - The Lunch Date
- 1991 Seth Winston, Rob Fried - Session Man
- 1992 Sam Karmann - Omnibus
- 1993 Pepe Danquart - Black Rider (Schwarzfahrer)
- 1994 (tie)
  - Peter Capaldi, Ruth Kenley-Letts - Franz Kafka's It's a Wonderful Life
  - Peggy Rajski, Randy Stone - Trevor
- 1995 Christine Lahti, Jana Sue Memel - Lieberman in Love
- 1996 David Frankel, Barry Jossen - Dear Diary
- 1997 Chris Tashima, Chris Donahue - Visas and Virtue
- 1998 Kim Magnusson, Anders Thomas Jensen - Election Night (Valgaften)
- 1999 Barbara Schock, Tamara Tiehel - My Mother Dreams the Satan's Disciples in New York

## Thập niên 2000
- 2000 Florian Gallenberger - Quiero ser (I want to be...)
- 2001 Ray McKinnon, Lisa Blount - The Accountant
- 2002 Martin Strange-Hansen - This Charming Man (Der er en yndig mand)
- 2003 Aaron Schneider, Andrew J. Sacks - Two Soldiers
- 2004 Andrea Arnold - Wasp
- 2005 Martin McDonagh - Six Shooter
- 2006 Ari Sandel - West Bank Story
- 2007 Philippe Pollet-Villard - Le Mozart des Pickpockets
- 2008 Jochen Alexander Freydank - Spielzeugland (Toyland)
  - Auf Der Strecke (On the Line) – Reto Caffi
  - Manon on the Asphalt – Elizabeth Marre vàOlivier Pont
  - New Boy – Steph Green và Tamara Anghie
  - The Pig – Tivi Magnusson và Dorte Høgh
- 2009 The New Tenants—Joachim Back và Tivi Magnusson
  - The Door -- Juanita Wilson và James Flynn
  - Instead of Abracadabra—Patrik Eklund và Mathias Fjellström
  - Kavi—Gregg Helvey
  - Miracle Fish—Luke Doolan và Drew Bailey

## Thập niên 2010
- 2010 God of Love -- Luke Matheny
  - The Confession – Tanel Toom
  - The Crush – Michael Creagh
  - Na Wewe – Ivan Goldschmidt
  - Wish 143 – Ian Barne
- 2011 The Shore – Terry George và Oorlagh George
  - Pentecost – Peter McDonald và Eimear O'Kane
  - Raju – Max Zähle và Stefan Gieren
  - Time Freak – Andrew Bowler và Gigi Causey
  - Tuba Atlantic – Hallvar Witzø
- 2012 Curfew – Shawn Christensen[1]
  - Asad – Bryan Buckley và Mino Jarjoura
  - Buzkashi Boys – Sam French và Ariel Nasr
  - Death of a Shadow (Dood van een Schaduw) – Tom Van Avermaet và Ellen De Waele
  - Henry – Yan England